# Icebreaker Island
Icebreaker Island (englisch für Eisbrecherinsel) ist eine Insel im Weddell-Meer östlich der Antarktischen Halbinsel. Sie liegt etwa 111 km westlich des Kap Alexander, rund 109 km südlich des Kap Framnæs und circa 800 m südöstlich des Bawden Ice Rise am Ostrand des Larsen-Schelfeises. In nordwest-südöstlicher Ausrichtung ist sie 1 km lang und 380 m breit.
Das Advisory Committee on Antarctic Names benannte sie 2019 nach den zahlreichen Eisbrechern im Dienst der internationalen Polarforschung.